# Коссакі (Кольненський повіт)
Коссакі (пол. Kossaki) — село в Польщі, у гміні Кольно Кольненського повіту Підляського воєводства.
Населення — 115 осіб (2011).
У 1975-1998 роках село належало до Ломжинського воєводства.

## Демографія
Демографічна структура станом на 31 березня 2011 року:
|          | Загалом | Допрацездатний вік | Працездатний вік | Постпрацездатний вік |
| -------- | ------- | ------------------ | ---------------- | -------------------- |
| Чоловіки | 61      | 19                 | 34               | 8                    |
| Жінки    | 54      | 18                 | 25               | 11                   |
| Разом    | 115     | 37                 | 59               | 19                   |